# Laura Du Ry
Laura Anne Du Ry van Beest Holle est une joueuse de football néerlandaise née à Amsterdam le 13 août 1992. 

## Biographie
Elle a joué à ADO La Haye (Pays-Bas), au Standard de Liège (Belgique) et au FC Zwolle (Pays-Bas) . En juin 2012, elle a été transférée à l'AFC Ajax, alors nouveau venu en BeNe Ligue. Après 5 saisons, elle part aux USA.

Elle a aussi été internationale néerlandaise en moins de 19 ans.

## Palmarès
- Championnat de Belgique (1) : 2012 avec le Standard Fémina de Liège
- BeNe SuperCup (1): 2011 avec le Standard Fémina de Liège

## Statistiques

### Ligue des Champions
- 2011-2012: 2 matchs avec le Standard Fémina de Liège